# Куюни-Мазаруни
Куюни-Мазаруни (англ. Cuyuni-Mazaruni) — регион в Гайане. Административный центр — город Бартика.

## Население
Правительство Гайаны проводило три официальных переписи, начиная с административных реформ 1980 года: в 1980, 1991 и 2002 годах. В 2012 году население региона достигло 20 280 человек. Официальные данные переписей населения в регионе Куюни-Мазаруни:
- 2012: 20 280 человек
- 2002: 17 597 человек
- 1991: 14 794 человека
- 1980: 14 390 человек